# Jack Irish: Black Tide
Jack Irish: Black Tide, es una película dramática australiana hecha para la televisión transmitida el 21 de octubre de 2012 por medio de la ABC1. Es la segunda película adaptada del escritor australiano Peter Temple basada en la novela "Black Tide".
Forma parte de la serie de películas y series de Jack Irish estrenadas desde el 14 de octubre de 2012.

## Historia
Cuando su novia Linda Hillier decide abandonarlo para tener una carrera en Sídney, Jack decide aceptar un caso de desaparición cuando Des Connors, un viejo amigo de su padre aparece pidiéndole ayuda para buscar a su hijo Gary, quien se había ido con todo su dinero.
Mientras investiga, descubre que Gary estaba escondiendo algo y tenía una razón para desaparecer o para que alguien lo desapareciera, sin embargo durante su búsqueda las cosas se ponen desagradables cuando molesta a gente que trabaja en la compañía nacional de transporte (propiedad de uno de los hombres más ricos de Australia). Al poco tiempo de iniciar mucha gente comienza a interesarse por la búsqueda de Jack, en especial Dave, un agente federal obsesionado y el jefe de una operación clandestina llamada "Black Tide".
Mientras tanto Ricky Kirsh, un exentrenador de caballos se pasea por el hipódromo de Harry Strang (el amigo de Jack y de vez en cuando empleado), Ricky comienza a arreglar carreras, le coquetea a una mujer durante el funeral de su esposo y mata a jinetes.
Pronto el número de víctimas comienza a aumentar a un ritmo alarmante: un bloguero desaparece, dos cadáveres son descubiertos en un aparcamiento y un federal aparece muerto en un tanque de agua. Jack se da cuenta de que Gary en realidad es un testigo que puede ayudarlo a destruir un imperio de negocios corrupto.

## Personajes

### Personajes principales
| Actor              | Personaje          | Ocupación                                       |
| ------------------ | ------------------ | ----------------------------------------------- |
| Guy Pearce         | Jack Irish         | Investigador Privado                            |
| Aaron Pedersen     | Cam Delroy         | -                                               |
| Roy Billing        | Harry Strang       | Corredor de Apuestas / exentrenador de Caballos |
| Shane Jacobson     | Det. Barry Tregear | Detective                                       |
| Marta Dusseldorp   | Linda Hillier      | Periodista                                      |
| Damien Garvey      | Stan               | -                                               |
| Emma Booth         | Isabel Irish       | -                                               |
| Vadim Glowna       | Charlie Taub       | -                                               |
| Marshall Napier    | Gorman             | Padre                                           |
| Rhys Muldoon       | Rod Pringle        | -                                               |
| Don Hany           | Dave               | Agente Federal                                  |
| Diana Glenn        | Lyall Cronin       | Reportera Gráfica                               |
| Martin Sacks       | Steve Levesque     | -                                               |
| Lachy Hulme        | Dean Canetti       | -                                               |
| Alexandra Schepisi | Meryl Canetti      | -                                               |

### Personajes secundarios
| Actor              | Personaje               | Ocupación                           |
| ------------------ | ----------------------- | ----------------------------------- |
| Damien Richardson  | Drew Greer              | -                                   |
| John Flaus         | Wilbur                  | -                                   |
| Ronald Falk        | Norm                    | -                                   |
| Terry Norris       | Eric Tanner             | -                                   |
| Nicholas Coghlan   | Gary Connors            | -                                   |
| Ronald Jacobson    | Des Connors             | -                                   |
| Damian de Montemas | -                       | Guardia de Seguridad de "Transquik" |
| Kate Atkinson      | Simone Bendtson         | -                                   |
| Jasmine Lee        | Mrs. Irish              | Madre de Jack                       |
| John Arnold        | Mr. Irish               | Padre de Jack                       |
| Gabriel Smith      | Jack Irish (de pequeño) | -                                   |
| David Rock         | Bill                    | -                                   |
| Brendan Rock       | Ben                     | -                                   |
| Neil Melville      | Ricky Kirsch            | exentrenador de Caballos            |
| Bob Franklin       | Brendan O'Grady         | -                                   |
| Vico Thai          | Lester                  | -                                   |

## Premios y nominaciones
| Año  | Categoría                                | Premio             | Nominado               | Resultado |
| ---- | ---------------------------------------- | ------------------ | ---------------------- | --------- |
| 2013 | Most Outstanding Actor                   | Silver Logie Award | Guy Pearce             | Nominado  |
| 2013 | Most Outstanding Miniseries or Telemovie | Silver Logie Award | Jack Irish: Black Tide | Nominado  |

## Producción
La película contó con el director Jeffrey Walker, en el guion tuvo el apoyo de Matt Cameron y del escritor Peter Temple.
Contó con el productor Ian Collie y los productores ejecutivos Andrew Knight, Christopher Gist y Carole Sklan.
La música estuvo bajo el cargo de Harry James Angus.
Antes de estrenarse en televisión, la película fue proyectada el 3 de agosto del 2012 durante el "Melbourne International Film Festival".
La película fue filmada en Melbourne, Victoria, Australia.
La película obtuvo 0.851 millones de espectadores.

### Emisión en otros países
| País         | Título                      | Cadenas/Línea | Fecha de Inicio           | Fecha de Finalización |
| ------------ | --------------------------- | ------------- | ------------------------- | --------------------- |
| Japón        | -                           | -             | 3 de julio de 2015 (DVD)  | -                     |
| Países Bajos | -                           | -             | 11 de marzo de 2014 (DVD) | -                     |
| Polonia      | Jack Irish: Czarny przyplyw | -             | -                         | -                     |
| Suecia       | -                           | -             | 18 de octubre de 2013     | -                     |